# Radar Rat Race
Radar Rat Race ist ein Computerspiel, das Ende 1981 vom US-amerikanischen Heimcomputer-Hersteller Commodore International für den Commodore VIC 20 und 1982 auch für den Commodore 64 veröffentlicht wurde. In Westdeutschland erschien die Version für den Commodore VC 20 unter dem Namen Katz und Maus. Bei dem Maze-Spiel handelt es sich um einen lizenzierten Klon des Arcade-Spiels Rally-X.

## Spielprinzip
Der Spieler schlüpft in die Rolle einer blauen Maus, die innerhalb einer vorgegebenen Zeit zehn Käsestücke in einem Labyrinth finden muss. Dabei gilt es feindlich gesonnenen roten Ratten und Katzen auszuweichen oder diese kurzfristig mit Rattengift außer Gefecht zu setzen, andernfalls droht der Verlust eines virtuellen Lebens. Zur besseren Orientierung im Labyrinth dient eine Radar-Übersichtskarte in der rechten Bildschirmhälfte, die auch weiter entfernte Feinde anzeigt.
Für jedes eingesammelte Käsestück erhält der Spieler Punkte. Erreicht er 20.000 Punkte oder ein Vielfaches davon, wird ein virtuelles Leben gutgeschrieben. Nach dem erfolgreichen Einsammeln aller Käsestücke, folgt das nächste Level mit einem höheren Schwierigkeitsgrad. Neben dem Finden aller Käsestücke liegt das Hauptaugenmerk auf dem Erreichen eines möglichst hohen Punktestands.

## Entwicklungs- und Veröffentlichungsgeschichte

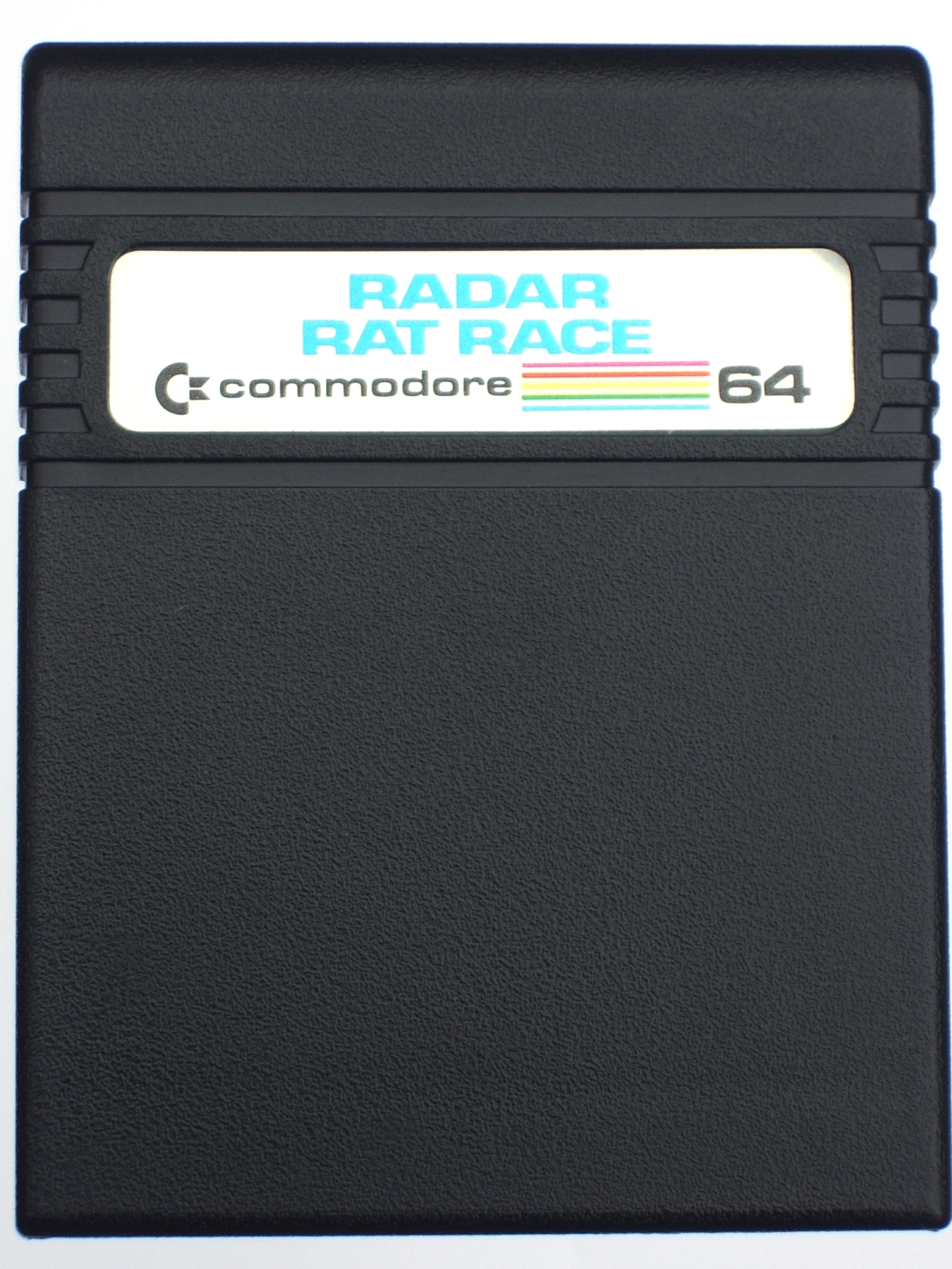
Modulversion für den Commodore 64

Radar Rat Race ist eine offiziell lizenzierte Umsetzung des Automatenspiels Rally-X von Bally Midway. Wegen dennoch bestehender lizenzrechtlicher Bedenken wurde die Heimcomputerumsetzung von Commodore durch den Programmierer Bill Hindorff grafisch überarbeitet. Die Autos wurden dabei zu Ratten, aus den Fässern machte man Katzen und aus den Flaggen Käsestücke. 1982 veröffentlichte Commodore das Spiel auch für den im selben Jahr neu erschienenen Commodore 64.

## Rezeption
Der Test der Version für den Commodore VC 20 durch die TeleMatch im Dezember 1982 beschreibt das „grafisch exzellente“ Spiel als „unterhaltsam und witzig zugleich“ – und das „ohne Ballern“. Für ein gutes Gelingen sei eine „recht präzise Steuerung ... recht wichtig“, weswegen der Joystick von Atari dem von Commodore vorzuziehen sei. TeleMatch resümiert, dass das Spiel Kinder begeistern und Erwachsene unterhalten würde. Im August 1983 berichtet die TeleMatch in einem Vergleichstest mit anderen VC-20-Spielen dagegen etwas kritischer und erwähnt einen spielbegleitenden „pfeifenden Ton“, der mit der Zeit an den „Nerven zehrt“. Insgesamt schnitt das Spiel mit der Note 2 (von 6 möglichen) vergleichsweise gut ab. Die Happy Computer kommt im November 1983 nach der Kurzvorstellung des Spiels für den Commodore 64 zu dem Fazit, dass es sich um ein „spannendes Schießspielchen“ handele, für das neben einer „gute[n] Reaktion“ vor allem eine „gute Auffassungsgabe“ und „etwas strategische Planung“ vonnöten seien.